# 웅동초등학교
진해웅동초등학교는 대한민국 경상남도 통합창원시 진해구 마천동에 있는 공립 초등학교이다.

## 연혁
- 1932년 9월 1일 웅동공립보통학교 설립인가
- 1938년 4월 1일 웅동공립심상소학교 개칭[1]
- 1941년 4월 1일 웅동공립국민학교 개칭[2]
- 1981년 3월 1일 병설유치원 개원
- 1996년 3월 1일 웅동초등학교로 개칭[3]
- 2006년 9월 29일 학교 도서관 리모델링으로 글빛샘 개관
- 2010년 9월 1일 영어체험실 개설
- 2016년 3월 1일 제31대 박영구 교장 취임
- 2017년 2월 17일 제81회 졸업식 81명 졸업(총 졸업생 6,472명)

## 참고 자료
- 웅동초등학교 - 한국교육학술정보원 학교알리미